# Harmodij in Aristogejton
Kiparska skupina Harmodij in Aristogejton, ki prikazuje pokončevalca tiranov (starogrško Ἁρμόδιος καὶ Ἀριστογείτων), je bila v starodavnem svetu dobro znana v dveh glavnih različicah, a se je ohranila le v rimskih marmornih kopijah. Ljubimca Harmodij in Aristogejton sta bila atenska junaka. Njuno drzno dejanje leta 514 pr. n. št., ko sta poskušala ubiti tirana Hiparha in Hipia, Pejzistratova sinova, je odprlo pot atenski demokraciji.
Prvo različico, ki jo je po naročilu izdelal kipar Antenor po vzpostavitvi atenske demokracije in je bila postavljena v atenski Agori, so Perzijci ukradli, ko so zasedli Atene leta 480 pr. n. št. med grško-perzijskimi vojnami. Odpeljali so jo v Suso. Čeprav jo je domnevno Aleksander Veliki vrnil v Atene (po Aleksandrovem zgodovinarju Arijanu) ali Selevk I. (po rimskem pisatelju Valeriju Maksimu) ali pa Antioh (po Pavzaniu 1.8.5), ni nikoli privlačil kopistov  in je zdaj izgubljen.
Da bi nadomestili ukradeno prvo različico, so Atenci naročili Kritiju in Neziotu, da izdelata nov kip, ki je bil po  Parski kroniki (z otoka Paros) narejen  477/76 pr. n. št. V 2. stoletju sta kipa stala v Agori drug ob drugem, ko ju je videl Pavzanias.  Tudi drugi par je zdaj izgubljen, vendar sta bila v primerjavi z Antenorjevim v glavnem kopirana v helenističnih in rimskih časih. Najboljša ohranjena kopija je v Narodnem arheološkem muzeju v Neaplju. Novoatiški slog, ki je oživel strogi klasični slog izvirnega bronastega kipa, kaže idealizirane portrete obeh junakov: čisto obritega Harmodija, ki s svojo dvignjeno desnico suva meč naprej, drugi meč ima v levi roki, čez levo ramo mu visi ogrinjalo, in Aristogejtona, ki prav tako vihti meč. Od štirih mečev so ostali samo tulci. Izvirna Aristogejtonova glava je bila izgubljena, na njeno mesto so postavili drugo, a se slabo prilega, boljša nadomestna glava bi se lahko rekonstruirala iz rimskih mavčnih odlitkov, ki so jih našli v antičnem mestu Baje, glave druge različice ali druge kopije druge različice, ki so jih množično izdelovali.
Izkopana marmorna glava Harmodija, ki je bila nekoč fino izdelana, je ohranjena v Metropolitanskem muzeju umetnosti, z ostanki nosilne opore na kroni glave. Gisela Richter je predlagala obnovo desne Harmodijeve roke, ki sega nazaj, pripravljena na zamah.
Čeprav je videz skupine znan tudi iz prikazov na atiških posodah, kovancih in reliefih, je videz sporen. Višina kipa je 1,85 metra nad bazo.